# Eurotopia (concept)
Pour l’article homonyme, voir Eurotopia.

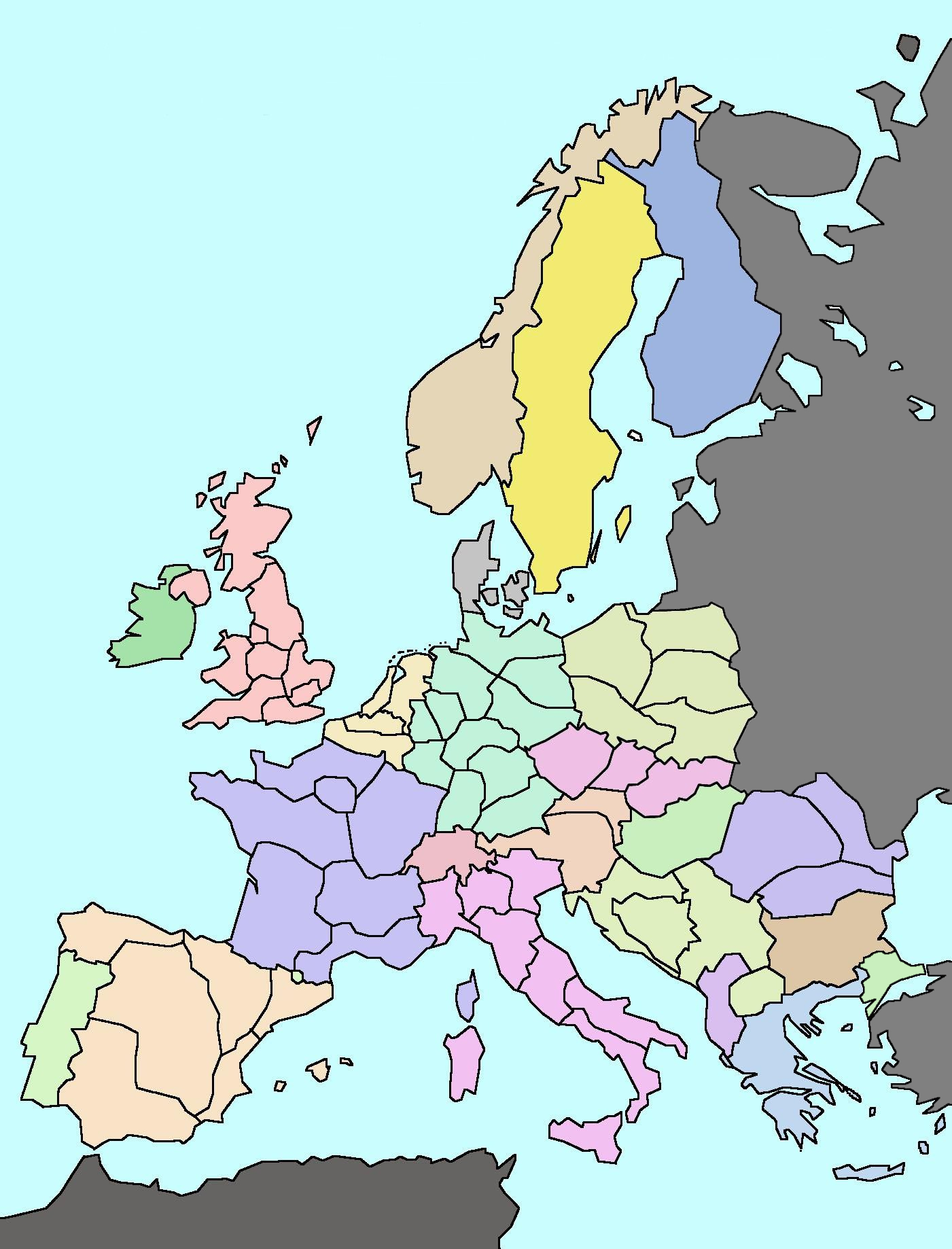
Les États-Unis d'Europe d'après Heineken/Van den Doel/Wesseling

Eurotopia est une idée de l'homme d'affaires Freddy Heineken (en) visant à transformer l'Union européenne en États-Unis d'Europe. Le concept a été présenté dans un livre, en 1992, Les États-Unis d'Europe (une Eurotopia ?).

## Concept d'Andreas Gross
Eurotopia a d'abord été le nom d'un groupe de réflexion fondé en 1991 à Rostock,. Il comptait parmi ses fondateurs l'homme politique suisse Andreas Gross. Ses axes de  réflexion concernaient principalement la démocratie transnationale, l'application du modèle fédéral suisse à l'Europe.

## Concept de Freddy Heineken

### Structure
Le projet proposait une division de l'Europe en 75 régions, s'inspirant de la philosophie de Leopold Kohr. Pour réaliser cette division, Heineken collabora avec Henk Wesseling (en), alors professeur d'Histoire à l'Université de Leyde. Un historien de Leyde, Wim van den Doel (nl) se chargea de la réalisation du projet. Eurotopia tient compte des sensibilités ethniques, afin de minimiser les frictions que la division pourrait entraîner. Le concept de base est une Europe où tous les états sont de taille réduite, c'est-à-dire qu'ils ont entre 5 et 10 millions d'habitants. D'après Heineken, grâce à la disparition des états, l'Europe connaîtrait plus de stabilité, d'égalité et de paix. De plus, en suivant l'idée du Small is beautiful, la gouvernance des États pourrait se structurer de manière plus efficace.

## Sources
- (ca) Cet article est partiellement ou en totalité issu de l’article de Wikipédia en catalan intitulé « Eurotopia » (voir la liste des auteurs).